# Capturados vivos
Capturados Vivos es el sexto álbum de la banda de pop-rock madrileña La Frontera, grabado en directo en el momento de mayor popularidad del grupo tras el éxito de los anteriores discos “Rosa de los vientos” y “Palabras de fuego”. Grabado en la Plaza Sony de la isla de la Cartuja de Sevilla durante la celebración de la Expo'92 y los días 16 y 18 de julio en Alicante, el disco reunía los mayores éxitos del grupo durante sus 8 años de existencia.
Para sustituir al fallecido Toti Árboles contaban ni más ni menos que con Ñete, mítico batería de los Nacha Pop. Y a la guitarra, otro lujazo, ni más ni menos que el grande Guille Martín de los Desperados, dándolo todo con la banda de Javier Andréu antes de unirse a Andy Chango o Andrés Calamaro. 

## Lista de canciones
1. “Mi destino” - 3:21
2. “Mi dulce tentación” - 4:04
3. “Siete calaveras” - 3:50
4. “Aventuras del capitán Achab” - 3:40
5. “La Frontera” - 3:43
6. “El límite” - 4:30
7. “La ley de la horca” - 4:34
8. “Cuatro Rosas estación” - 2:37
9. “Solos tú y yo” - 3:53
10. “Tu ángel caído” - 3:30
11. “Juan Antonio Cortés” - 5:00
12. “Aunque el tiempo nos separe” - 2:42
13. “Judas el Miserable” - 4:03
14. “Si el whisky no te arruina” - 3:45
15. “Lluvia” - 3:55
16. “Pobre tahúr” - 3:31
17. “Por un puñado de tierra” - 4:51
18. “10 minutos de pasión” - 3:40
19. “Vivo o muerto” - 3:13
20. “Cielo del Sur” - 5:04

## Lista de personal
- Javier Andréu – Voz, guitarras y armónica.
- Joaquín Maqueda – Guitarra eléctrica y coros.
- Tony Marmota – Bajo y coros.
- Ñete – Batería.
- Charly Fierro – Teclados y coros.
- Guillermo Martín – Guitarra eléctrica.
- Juan Muro - Saxo

- Datos: Q5748701